# Mina minnen
Mina minnen är en sång skriven av Lotta Ahlin, och inspelad av Shirley Clamp 2005 på studioalbumet "Lever mina drömmar", samt utgiven på singel samma år. Sången handlar om en dotter som blir besiken då hennes far lämnar henne och familjen.
Sången låg på Svensktoppen i fem veckor under perioden 21 augusti-18 september 2005 innan den lämnade listan, och placerade sig som högst på sjunde plats den 11 september 2005.